# Manolo Ruiz
Manuel Ruiz Pérez (Jerez de la Frontera, 3 de diciembre de 1962) es un exfutbolista y entrenador español actualmente sin equipo. Fue el segundo entrenador del Real Madrid de la Primera División durante la temporada y media que Bernd Schuster estuvo al mando del equipo blanco.
Desde el 22 de abril de 2019 está inactivo tras haber dirigido durante 2 meses al CP El Ejido, perteneciente al Grupo IV de la Segunda División B.

## Trayectoria como jugador
Comenzó su carrera profesional en el Xerez CD en la temporada 1979-80, donde permaneció tres temporadas. Fue internacional juvenil con España en el Europeo de Alemania 1981) y sub-20 en el Mundial de Australia. Tras su etapa en el Xerez CD fue fichado por el Real Zaragoza de la Primera División. 
Su debut en primera se produjo el 4 de diciembre de 1983 en un enfrentamiento contra el FC Barcelona disputado en el estadio Camp Nou, partido que finalizó 0-0. Tras dejar el Real Zaragoza jugó en el Deportivo de La Coruña, Levante UD, Unión Estepona CF, Almería CF, UD Melilla y Atlético Sanluqueño.

## Trayectoria como entrenador
Como técnico estuvo siete temporadas en el Xerez CD, ostentando el cargo de segundo entrenador, ascendiendo con el equipo andaluz a la Segunda División española. Incluso llegó a dirigirlo de forma interina en dos ocasiones y un total de 9 partidos.
A partir del año 2001 vinculó su carrera a la de Bernd Schuster, siendo ayudante de este en el Xerez CD, Levante UD, Getafe CF (subcampeón de la Copa del Rey), Real Madrid CF (campeón de Liga 2007-08 y campeón de la Supercopa de España 2008), y Beşiktaş. Posteriormente, inicia su carrera como primer entrenador.
El 23 de diciembre de 2015 se confirma su llegada a la B.Linense tras la destitución de Rafael Escobar.
El día 18 de octubre de 2017 se hizo oficial que entrenaría al Extremadura UD de la segunda división B tras la salida de Agustín Izquierdo.
El día 12 de febrero de 2018 se hizo oficial la destitución como entrenador del Extremadura UD después de vencer 4-0 al Écija y yendo 3° en la clasificación general a tan solo 3 puntos del líder, el Cartagena.
El día 13 de febrero de 2019 fue presentado como nuevo entrenador del CP El Ejido en sustitución de Jose Sevilla, que presentó la dimisión en la jornada 24 tras acumular el equipo 9 partidos sin ganar.
El día 22 de abril de 2019 es destituido como entrenador del CP El Ejido tras conseguir solo una victoria y 7 puntos con el equipo celeste tras 10 partidos al frente del equipo andaluz.

## Clubes

### Como entrenador
| Club                             | País    | Año             |
| -------------------------------- | ------- | --------------- |
| Xerez CD (Segundo entrenador)    | España  | 1997-2004       |
| Levante UD (Segundo entrenador)  | España  | 2004-2005       |
| Getafe CF (Segundo entrenador)   | España  | 2005-2007       |
| Real Madrid (Segundo entrenador) | España  | 2007-2008 2008- |
| Beşiktaş (Segundo entrenador)    | Turquía | 2010-2011       |
| Balompédica Linense              | España  | 2015-2017       |
| Extremadura UD                   | España  | 2017-2018       |
| CP El Ejido                      | España  | 2019            |